# Leć, leć w przestworza
Leć, leć w przestworza (ang. Up, Up and Away, 2000) – kanadyjsko-amerykański film familijny.
Film jest emitowany w Polsce za pośrednictwem telewizji Disney XD. Premiera filmu odbyła się 6 grudnia 2009 roku.

## Opis fabuły
Film opowiada o perypetiach Scotta Marshalla (Michael J. Pagan) – syna dwóch superbohaterów.

## Obsada
- Robert Townsend jako Jim Marshall
- Michael J. Pagan jako Scott Marshall
- Alex Datcher jako Judy Marshall
- Sherman Hemsley jako Edward Marshall
- Kasan Butcher jako Adam Marshall
- Arreale Davis jako Molly Marshall
- Kevin Connolly jako Malcolm
- Olivia Burnette jako Nina
- Ty Olsson jako Barker
- Chris Marquette jako Randy
- Jamie Renée Smith jako Amy
- Scott Owen jako Reach
- Joan Pringle jako Doris Marshall
- Nancy Sorel jako Pani Rosen
- Benita Ha jako Pani Parker

## Wersja polska
Wersja polska: Sun Studio Polska

Reżyseria: Agnieszka Zwolińska

Dialogi: Anna Wysocka

Wystąpili:
- Piotr Janusz – Scott Marshall
- Krzysztof Banaszyk – Jim Marshall
- Grzegorz Drojewski – Malcolm
- Brygida Turowska-Szymczak – Judy Marshall
- Jan Rotowski – Randy
- Joanna Pach – Nina
- Łukasz Talik – Adam Marshall
- Mirosław Zbrojewicz – Edward Marshall
- Justyna Bojczuk – Amy
- Karol Wróblewski – Barker
- Joanna Węgrzynowska-Cybińska – Pani Parker
- Anna Apostolakis – Doris Marshall
- Mateusz Narloch
- Anna Sztejner – Pani Rosen
- Andrzej Chudy – Dyrektor banku
- Jakub Szydłowski

i inni
Lektor: Paweł Bukrewicz